# Erich J. Fuchshuber

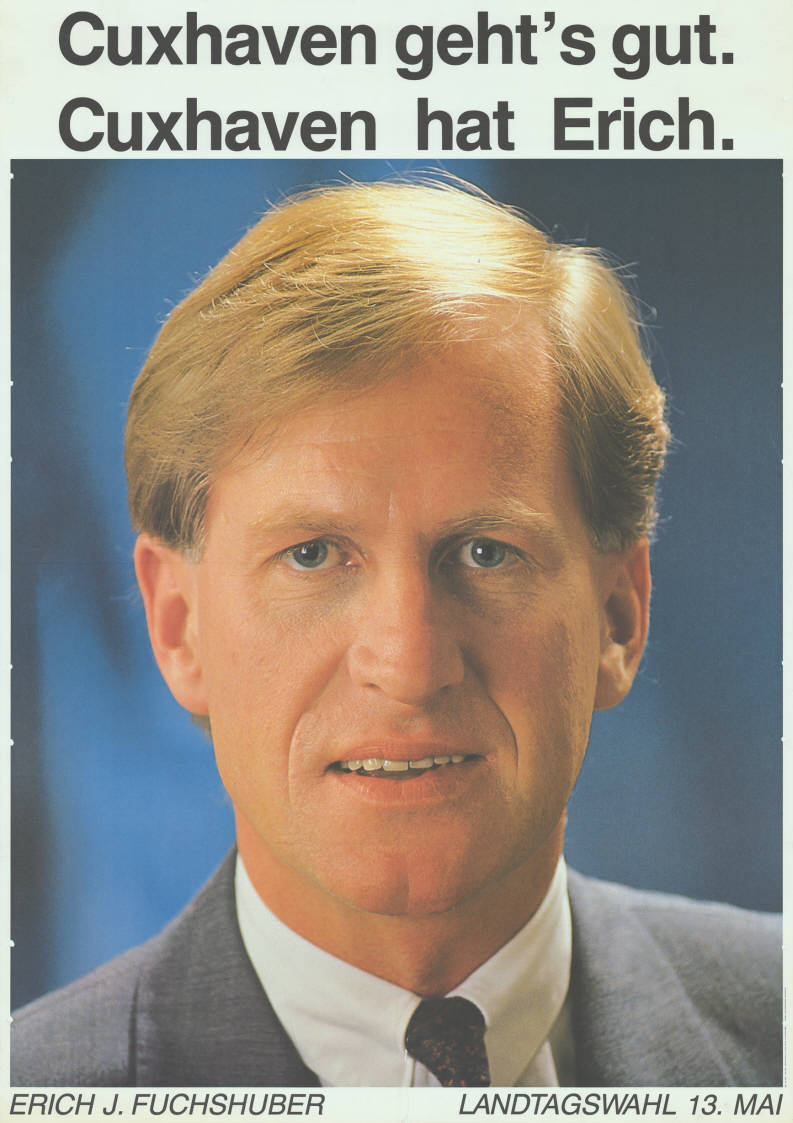
Kandidatenplakat zur Landtagswahl in Niedersachsen 1990

Erich J. Fuchshuber (* 29. April 1945 in Eislingen/Fils, Landkreis Göppingen; † 9. September 1990 in Achim, Landkreis Verden) war ein deutscher Politiker (CDU).
Fuchshuber absolvierte sein Abitur in Göppingen und trat 1966 in die Bundeswehr ein. Hier gehörte er der Luftwaffe an und nahm an einer Fliegerausbildung in den USA teil. Er wurde daraufhin Angehöriger der Flugabwehr.
Fuchshuber wurde im Jahr 1963 Mitglied der CDU und wurde zum Vorsitzenden des CDU-Stadtverbandes Cuxhaven gewählt. Er war ferner Mitglied des Kreisvorstandes in Cuxhaven. Ferner war er Vorsitzender der Gesellschaftspolitischen Vereinigung für überparteiliche Öffentlichkeitsarbeit e.V. und Mitglied des Aufsichtsrates der Stadtwerke Cuxhaven GmbH. Fuchshuber wurde im Zweckverband Mitglied des Ausschusses des Elektrizitätsverbandes in Stade.
Er war seit 1976 Ratsherr in Cuxhaven sowie seit 1981 Vorsitzender der CDU-Ratsfraktion. Ferner war er Beigeordneter und Vorsitzender des Ausschusses für Wirtschaft und Häfen des Rates der Stadt Cuxhaven. Im Jahr 1981 wurde er zum Kreistagsabgeordneten des Landkreises Cuxhaven gewählt.
Von 1982 bis zu seinem Tode war Fuchshuber Mitglied des Niedersächsischen Landtages. Am 9. September 1990 kam er mit seinem Auto bei starkem Regen von der Bundesautobahn 27 zwischen der Anschlussstelle Achim-Nord und dem Bremer Kreuz ab und verletzte sich tödlich. Für ihn rückte Jürgen Sikora in den Landtag nach.